# 晴香葉子
晴香 葉子（はるか ようこ、本名・生年月日非公表、11月 - ）は、日本の作家・エッセイスト・コミュニケーション学研究者・心理学者・心理コンサルタントである。東京都出身、事務所は東京都世田谷区成城。

## 来歴
出身は東京都。成城大学大学院文学研究科修士課程修了。文学修士（コミュニケーション学）。博士課程在籍。
IT系企業に技術職として勤務。各専門学校にて、応用心理学、カウンセリング、コーチング、NLPなどの手法を学び、カウンセラー養成スクール講師を経て、1999年、心理カウンセラー・講師として起業。関連企業・団体の社内報・会報に寄稿するようになる。
2006年にメディアミックスの企画出版『クロスロード』（三部作・共著・ゴマブックス）で作家デビュー。以降著書多数、海外でも出版。
2009年『あいのり』（フジテレビ）の恋愛講座監修から、テレビなどのメディア監修・出演を担当するようになる。以降監修・出演番組多数。
2011年、日本心理学諸学会連合認定心理学検定1級を偏差値73の好成績で1回で全科目合格している。財団法人社会通信教育協会認定生涯学習コーディネイター資格を成績優秀賞で取得し、事務所のある東京都世田谷区成城を中心に活動。
2014年からは、心理コンサルタントとして活動している。
2015年から、早稲田大学オープンカレッジにて講師担当。
2016年、文芸誌『望星』創刊45周年エッセイコンクール入選。
2017年、学芸員資格取得。

## 著書
- 『願いが叶う4つの贈り物 ポジティブ心理学から33のメッセージ』彩雲出版 2008
- 『ビジネスマナー&コミュニケーション解決book さわやかマナーをきらきらパワーに!』彩雲出版 2008
- 『願いが叶う21の食べ物脳力開花 ポジティブ心理学とスピリチュアル・フード・エネルギー』神咲禮,平山節子監修 彩雲出版 2009
- 『願いが叶う36のおまじない満願成就 ポジティブ心理学とおまじないの効果』神咲禮監修 彩雲出版 2009
- 『リグレット 今でも、あなたが恋しくて』青春出版社 2009
- 『幸せの法則 どんな時も優しさに変えて』彩雲出版 2010
- 『「こんなはずじゃない自分」に負けない心理学 どんな時もあなたを支える17のことば』明日香出版社 2012
- 『「本心がわからない」ときに読む本 嘘を知る、嘘に強くなる』あさ出版 2013
- 『もてる!『星の王子さま』効果 女性の心をつかむ18の法則』講談社+α新書 2013
- 『小さなことに落ち込まないこころの使い方』青春出版社 青春文庫 2014
- 『言葉って不思議だと思いませんか? その"言葉"を使うときの人間の心理』彩雲出版 2015
- 『なぜ、いちばん好きな人とうまくいかないのか? ベストパートナーと良い関係がずっとずっと続く処方箋』青春出版社,2015
- 『2回目からは、スーツのボタンは外しなさい 第二印象からの逆転術』潮出版社 2016
- 『人生には、こうして奇跡が起きる そうだ!幸せになろう 誰もがもっている2つの力の使い方』青春出版社,2017

### 共著
- 『クロスロード あの日の約束』泉忠司共著 ゴマブックス 2006　のち文庫
- 『クロスロード 2 (あの日の選択)』泉忠司共著 ゴマブックス,2007　のち文庫
- 『クロスロード 3 (そして未来)』泉忠司共著 ゴマブックス,2007　のち文庫
- 『クロスオーバー 愛すればこそ』泉忠司共著 徳間書店 2007
- 『心理カウンセラー晴香葉子の解決事件簿』泉忠司共著 青春出版社 2007

### 原作
- 『クロスロード』全3巻 藤臣美弥子 （双葉社 2008）

## 寄稿
- 『リア友トラブル』 (NHKオトナへノベル)長江優子著　鎌倉ましろ著 NHK「オトナへノベル」制作班編集 金の星社　2017
- 『恋愛トラブル・ストーカー』 (NHKオトナへノベル)みうらかれん著 長江優子著 宮下恵茉著 NHK「オトナへノベル」制作班編集 金の星社　2017
- 『私の思い出。あの日あの味―88人が紡いだ昭和・平成の食の風景』月刊『望星』編集部編集　東海教育研究所　2016
- 『自然にふれて取りもどす 人間の基本』スノーピーク監修 マガジンハウス　2015
- 『W100女性経営者25人の経営哲学・人生哲学』W100プロジェクト編集　青月社　2010
- 『100万人の人間力―パルシステム急成長の舞台裏』パル80倶楽部著　彩雲出版 2007
- 『100万人の人間力〈2〉共に生き、共に幸せになるメッセージ』パル80倶楽部著　彩雲出版 2008
- 『100万人の人間力〈3〉大切な人と本当の幸せを手に入れるメッセージ』パル80倶楽部著　小澤敏昌編集 彩雲出版　2008
- 『Iラブラグビーワールド』島田佳代子著 東邦出版　2007

他、海外出版4冊

## 監修・出演番組
- 金曜イチから（NHK総合）
- あさチャン（TBS）
- スッキリ!!（日本テレビ）
- 中居正広のミになる図書館（テレビ朝日）
- フルタチさん（フジテレビ）
- えびチャンズー（テレビ東京）
- いっぷく（TBS）
- アメトーク！（テレビ朝日）
- Shibuya Deep A（NHK総合）
- Rの法則 （NHK Eテレ）
- 写ね～る （NHK BSプレミアム）
- ヒルナンデス!（日本テレビ）
- 有吉ゼミ（日本テレビ）
- ナカイの窓（日本テレビ）
- 火曜サプライズ（日本テレビ）
- さま～ずのちょっとだけ変えてみよう！（日本テレビ）
- みんなのアメカン（日本テレビ）
- 世界カリセツ研究所（日本テレビ）
- キスマイBUSAIKU!?（フジテレビ）
- ノンストップ!（フジテレビ）
- 奥さまは芸能人～20人の嫁ぢから一斉調査SP!!（フジテレビ）
- キカナイト（フジテレビ）
- さんま岡村の日本人なら選びたくなる二択ベスト50!SP!（日本テレビ）
- ストライクTV（テレビ朝日）
- トリハダ?スクープ映像（テレビ朝日）
- もてもてナインティナイン（TBS）
- ネプの笑える超法則（TBS）
- 私の何がイケないの?（TBS）
- アッコにおまかせ!（TBS）
- ランク王国（TBS）
- スター(秘)プロフィール細かすぎる大図鑑SP（TBS）
- ネプの笑える法則（TBS）
- アカデミーナイト（TBS）
- レディス4（テレビ東京）
- たけしのニッポンのミカタ!（テレビ東京）
- たけしのニッポンのミカタ!スペシャル（テレビ東京）
- ワールドビジネスサテライト（テレビ東京）
- ココロTV（テレビ朝日）
- ヴァンガ道（テレビ東京） 心理学コーナー
- ヴァンガードTV、ヴァンガードTV2（BSジャパン） 心理学コーナー
- 美欲のアントワNET（TBS）
- 12人の怒れる女（日本テレビ）
- EXILEジェネレーション（日本テレビ）
- 昼ザイル（日本テレビ）
- アニマックス春の特別番組（BSアニマックスTV）
- バナナマンのブログ刑事スペシャル（東海テレビ）
- バナナマンのブログ刑事（東海テレビ）
- アグレッシブですけど、何か?（広島ホームテレビ） - 合コントキワ荘（2013年8月14日・8月21日）
- ナマ・イキVOICE（鹿児島テレビ）
- 恋クル・リサイクル（関西テレビ）
- 聖女か悪女か!?ドラマ「サキ」放送直前SP（関西テレビ）
- あいのり（フジテレビ）
- RADIPEDIA（J-WAVE）
- happiness（J-WAVE）
- HELLO WORLD（J-WAVE）
- 4ROOMS（FM東京）
- クロノス（FM東京）
- THE BREEZE（FM横浜）
- バイキング（フジテレビ、2014年6月18日 - ）※水曜コーナーに出演
- Ｇメン99（TBS）
- 名探偵コナン・豪華の向日葵特別番組（日本テレビ）
- オトナヘノベル （NHK Eテレ）
- 20世紀美術の巨匠　ルネ・マグリット の摩訶不思議な世界 （BS－TBS）
- 教えて！ココロくん（TBS）

他